# Omoa
Omoa is een stad en gemeente (gemeentecode 0503) in Honduras, in het departement Cortés. De stad ligt aan de Caribische kust, ten westen van Puerto Cortés. Het stadje zelf is gelegen aan een kleine baai die eveneens de naam Omoa draagt en telt ongeveer 7500 inwoners.
Tussen 1759 en 1778 bouwden de conquistadores in Omoa het "Fortaleza de San Fernando de Omoa", het grootste koloniale fort in Midden-Amerika. Deze vesting droeg ertoe bij dat de Spanjaarden na de onafhankelijkheid van Midden-Amerika het langste stand hielden in Omoa. Onder leiding van kolonel Juan Galindo werd het fort uiteindelijk veroverd.
Vanaf de tweede helft van de 16e eeuw tot aan halverwege de 19e eeuw was Omoa de belangrijkste Caraïbische haven van Honduras. De terugval begon in de jaren twintig van de 19e eeuw, doordat de baai ging verzilten. Het nabijgelegen Puerto Cortés had daarvan geen last en werd als haven belangrijker dan Omoa. Toen Puerto Cortés rond 1880 ook nog een treinverbinding kreeg met San Pedro Sula was de bloeitijd van Omoa definitief afgelopen, en werd het een onbetekenend vissersdorp.
In de tweede helft van de twintigste eeuw werd het strand van Omoa ontdekt door inwoners van San Pedro Sula, die er sindsdien voor dagtochten naartoe komen.

## Bevolking
De bevolking is als volgt verdeeld:
| Vrouwen | 24.476 | 50,5% |
| Mannen  | 24.019 | 49,5% |

## Dorpen
De gemeente bestaat uit 28 dorpen (aldea), waarvan de grootste qua inwoneraantal: Omoa (code 050301), Cuyamel (050307), Nuevo Tulian (050318) en Tegucigalpita (050327).

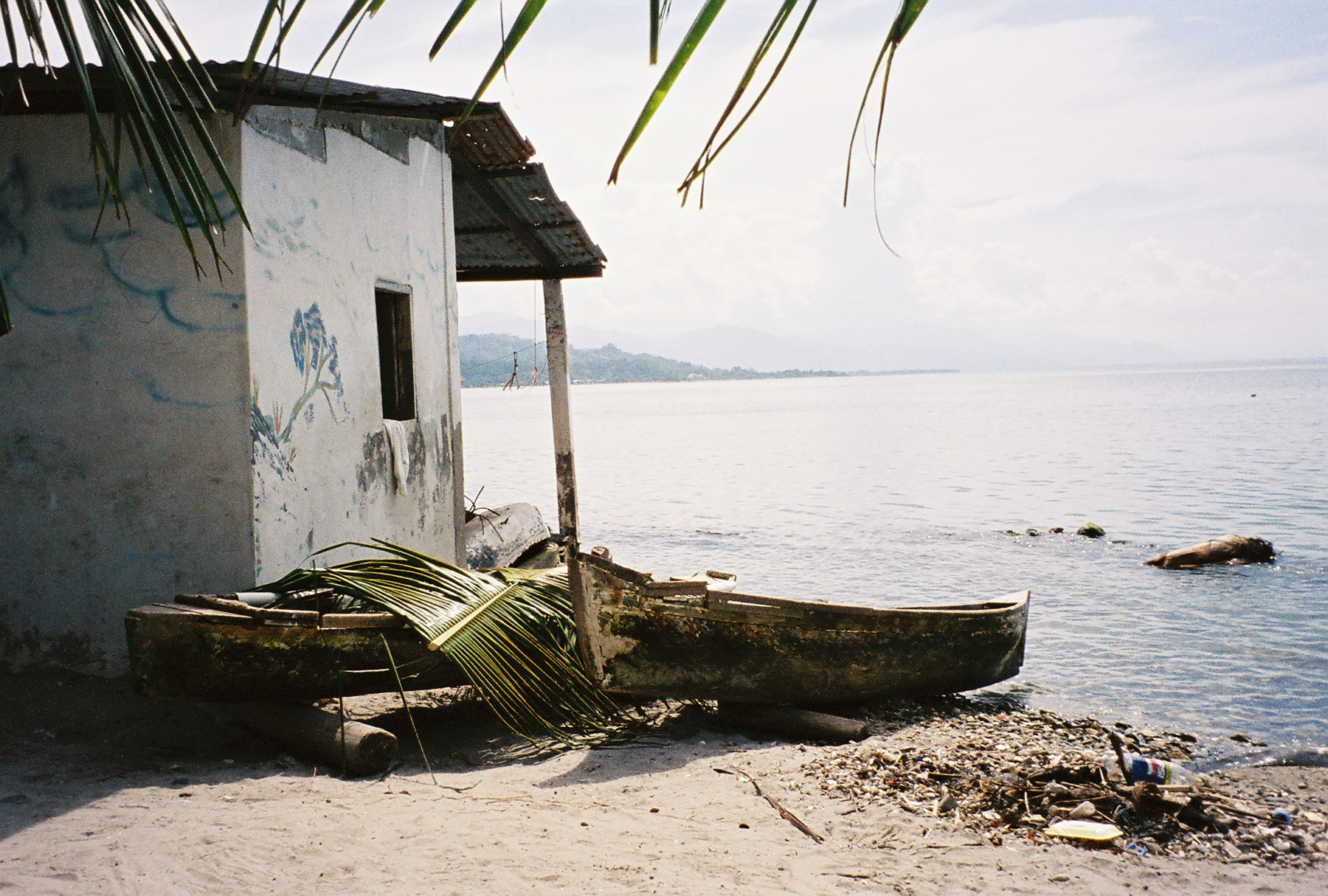
Vissershuisje in Omoa